# Spiegelpleintje
Het Spiegelpleintje is een open ruimte in Amsterdam-Centrum.
Het pleintje, dat dan weer een officiële naam had en dan weer niet, is gelegen op de kruising van de Lijnbaansgracht en de Korte Leidsedwarsstraat. Die kade en straat ontmoeten elkaar in een scherpe hoek. De Lijnbaansgracht vormt een gedeeltelijk (ronde) gordel rond de stad, terwijl de straat een rechte verkaveling heeft. Haar naam dank het pleintje aan de nabijgelegen Spiegelgracht en dus indirect aan de zeepziedersfamilie Spiegel. Vanaf het pleintje en eigenlijk loodrecht op de Lijnbaansgracht vertrekt er het Spiegelhofje, een doodlopende gang.
Opvallend aan het plein is het hoekpand in de vorm van een taartpunt (v-vorm). Het pand heeft als aanduiding Lijnbaansgracht 271. De nummering van die gracht neemt vanaf dan de oneven nummering van de Korte Leidsedwarsstraat direct over (Korte Leidsedwarsstraat 203 naar Lijnbaansgracht 274). Aan het plein staan twee rijksmonumenten, Lijnbaansgracht 274 en Lijnbaansgracht 275, waarvan het laatste ook toegang geeft tot huisnummer 276 aan het Spiegelhofje. 
In 2017 staat het plein vol met terrasjes, omliggende gebouwen dienen tot horeca vanwege uitgaansbuurt Leidseplein.

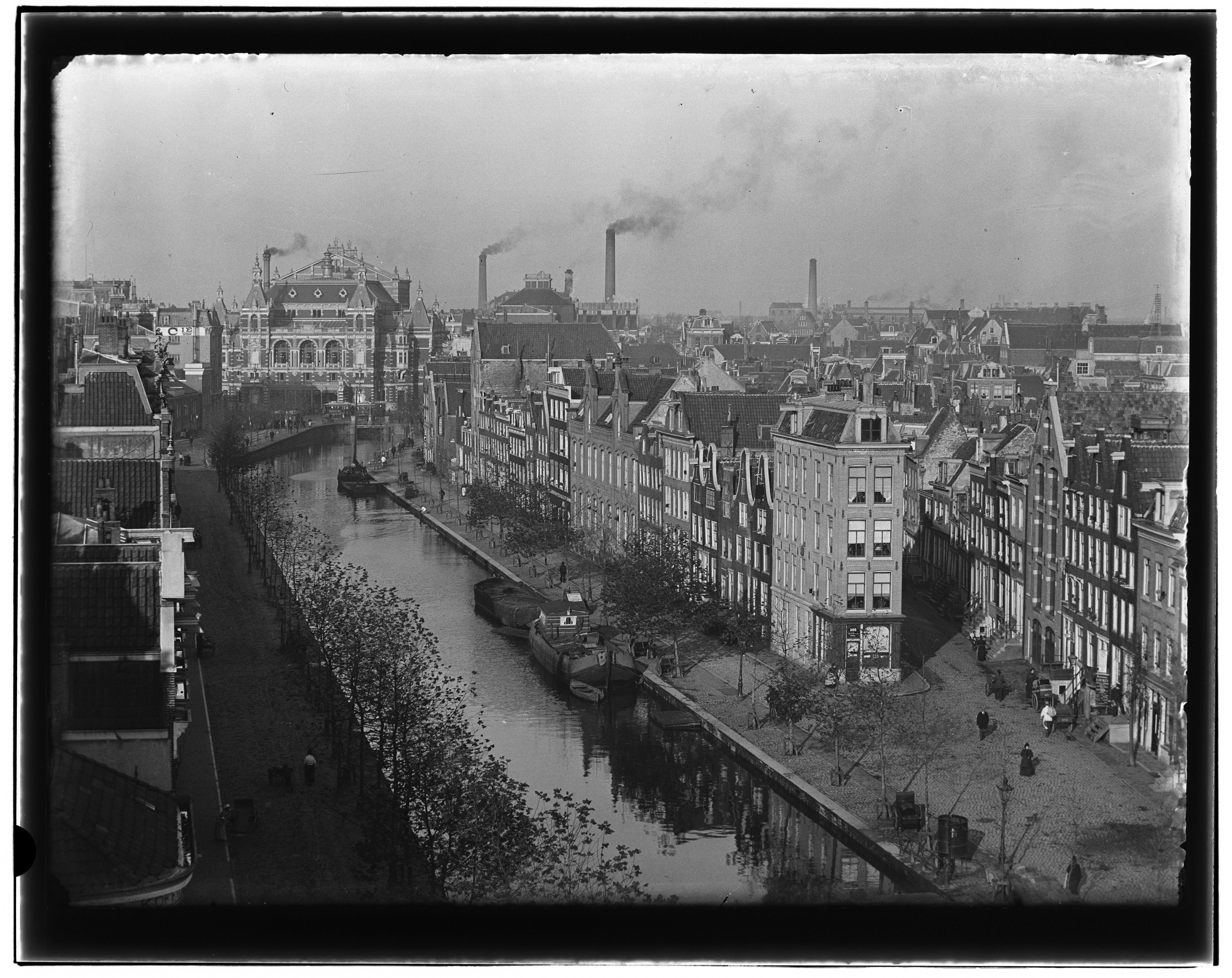
Spiegelpleintje (1894)
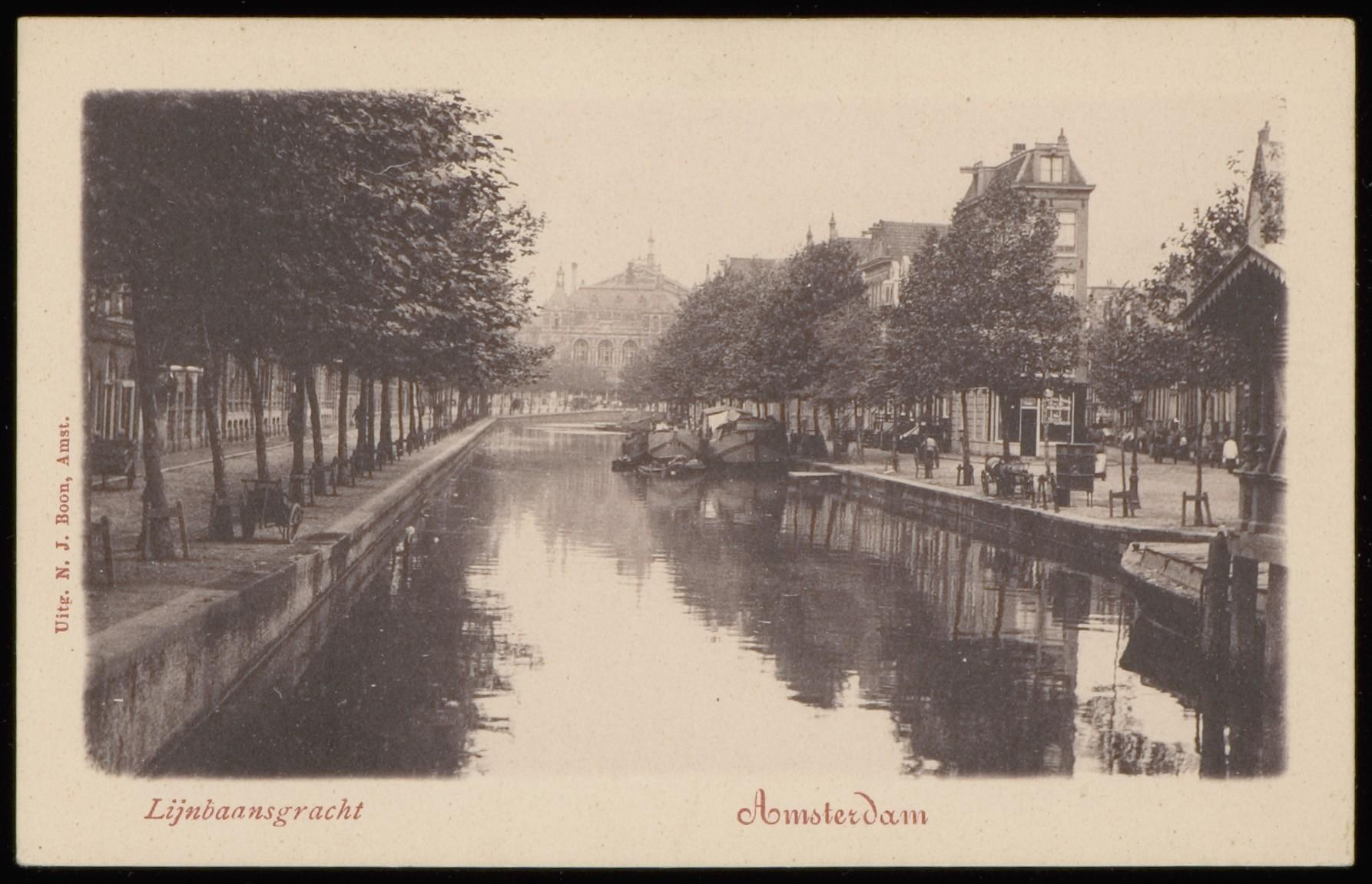
Spiegelpleintje (1900)
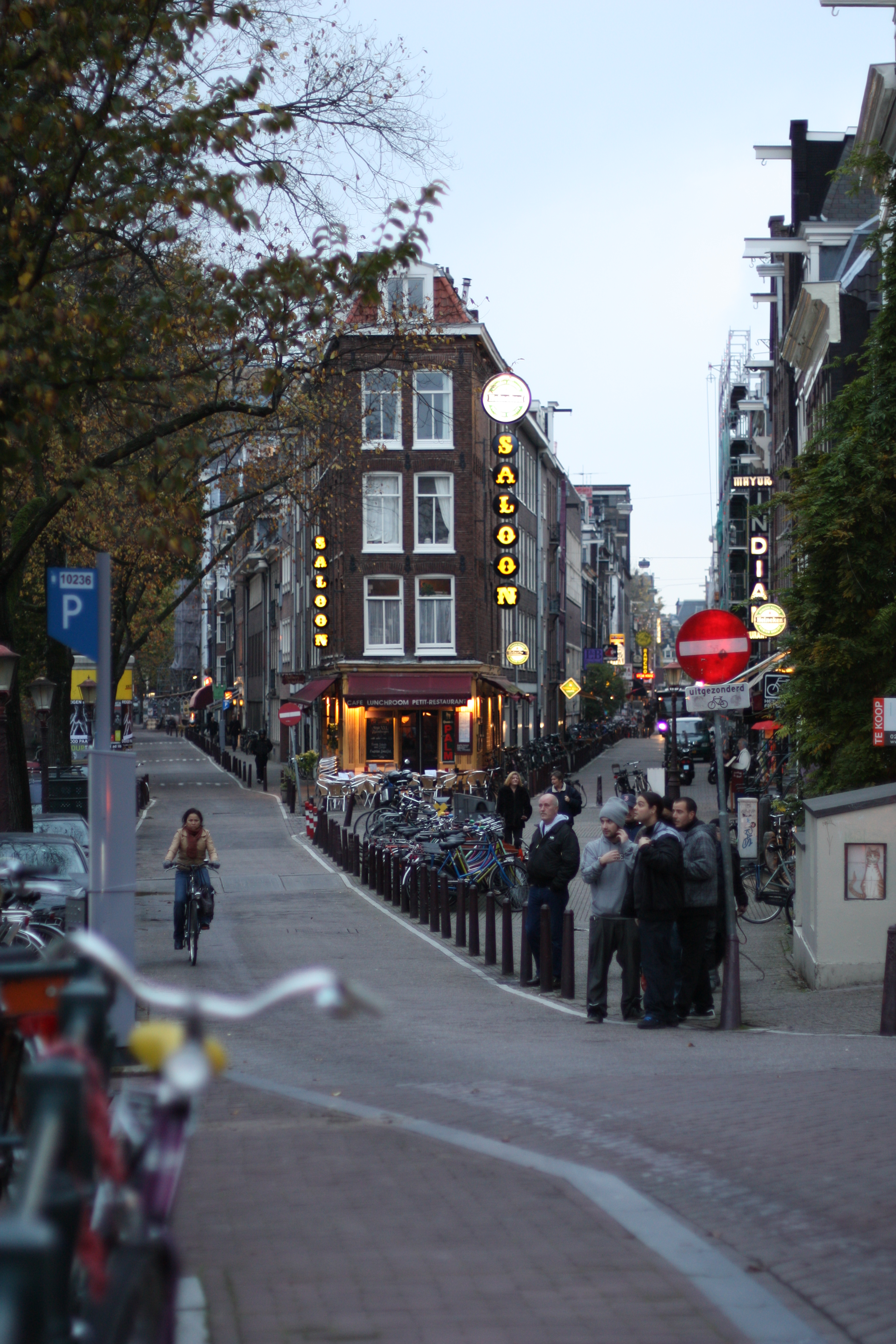
Spiegelpleintje (2009)